# Giovanni Lauzi
Giovanni Lauzi (Milano, 7 gennaio 1800 – Calcabbio, 31 dicembre 1885) è stato un avvocato, prefetto e politico italiano.

## Biografia
Di famiglia nobilitata in epoca incerta ha svolto la professione di avvocato durante la dominazione austriaca della Lombardia ed ha ricoperto la carica di podestà di Pavia. Dopo l'annessione al Regno d'Italia ha intrapreso la carriera nell'amministrazione dell'interno, nella quale è stato funzionario e prefetto di Udine nel 1867. È stato inoltre decano della Facoltà di giurisprudenza di Pavia ai tempi del Regno Lombardo-Veneto, presidente della Commissione provinciale di Pavia per la tassa sulla ricchezza mobile, consultore per la sezione di pittura e scultura della Commissione consultiva di belle arti per la provincia di Pavia e presidente della Giunta liquidatrice dell'asse ecclesiastico.